# Aeroporto de Buriti Alegre
O Aeroporto de Buriti Alegre (IATA: ***, ICAO: SWBA) é um aeroporto brasileiro localizado no município de Buriti Alegre, no estado de Goiás. Situado a 163 quilômetros da capital Goiânia.